# Castell d'Edinample

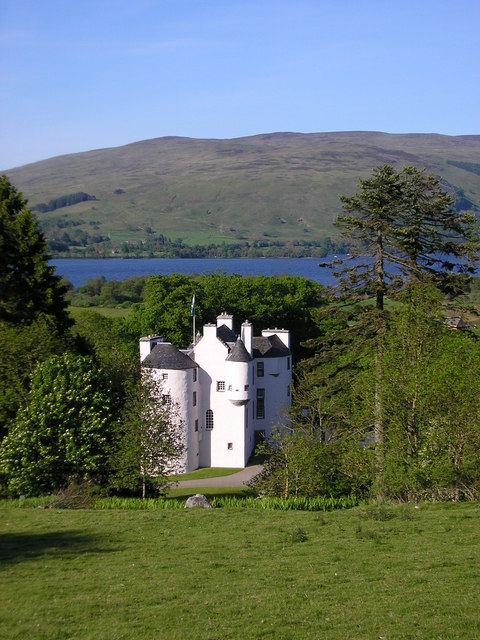
El castell d'Edinample.

El castell d'Edinample és un castell de planta en Z del segle XVI construït prop del llac Earn, a Stirling, Escòcia.
El castell té la forma d'una torre, originalment construïda per Duncan Campbell ( Donnchadh Dubh ) de Glenorchy. Està construït sobre terrenys adquirits pel Clan Campbell després de la desaparició del Clan MacGregor.
La llegenda diu que Black Duncan va empènyer el constructor del sostre del castell, en part per no pagar-lo, en part també perquè va ometre construir els parapets que havien estat sol·licitats per defensar-lo. També es diu que el fantasma del constructor s'ha vist caminant sobre el sostre.
El castell es va habitar entre els segles XVIII i XX, però va caure en un estat d'abandonament a principis dels 70. Ara ha estat reformat per utilitzar-lo com a casa familiar privada.
Està catalogat dins la categoria A de la llista d'edificis històrics.